# Сутупово
Сутупово — деревня в Данковском районе Липецкой области, к северу от Липецка.

## География
Находится примерно в 7 километрах к югу от районного центра города Данков. Рядом находится Самодуровский лес, примерно в 1 км — река Дон. Ближайший населённый пункт (1,5 км) — деревня Перехвальские Выселки.

## История
Впервые упомянуто в 1627 году. При советской власти имелся колохоз «Имени 10 партсъезда». 

## Население
| 2000 | 2010 |
| ---- | ---- |
| 9    | ↗16  |